# Marc-André Bédard
Pour les articles homonymes, voir Marc-André Bédard (biathlon) et Bédard.
Marc-André Bédard, né le 15 août 1935 à Lac-à-la-Croix et mort le 25 novembre 2020 à Saguenay, est un avocat et homme politique québécois.
Député de Chicoutimi à l'Assemblée nationale du Québec de 1973 à 1985, il est ministre de la Justice du Québec de 1976 à 1984. De novembre 1984 à décembre 1985, il est vice-premier ministre du Québec. Il assume la fonction de solliciteur général du Québec d'octobre à décembre 1985 dans le gouvernement Pierre Marc Johnson.
Il est mort de complications liées à la Covid-19.

## Biographie

### Jeunesse et pratique du droit
Septième d’une famille de huit enfants, il est le fils de Laurette Bilodeau, d’Hébertville-Station, et de Lorenzo Bédard, cultivateur, originaire de Chambord. Après avoir terminé son cours classique au Séminaire de Chicoutimi, Marc-André Bédard obtient sa licence en droit de l’Université d’Ottawa et est admis au Barreau du Québec en 1960.
De retour à Chicoutimi, il exerce sa profession avec l’étude Aubin Bédard Fillion Brisson Fournier jusqu’à son élection à l’Assemblée nationale du Québec en 1973. À titre d'avocat, il traitera plusieurs dossiers criminels dans lesquels il agit comme procureur de la défense. Il traite deux dossiers qui retiennent une attention médiatique relativement importante. En 1964, malgré les 50 témoins de la Couronne, Me Bédard fait acquitter un homme surnommé « Chinois » Fortin accusé du meurtre d'un étudiant de 21 ans[réf. souhaitée]. Le vrai meurtrier sera condamné en 1966[réf. souhaitée]. En 1968, Me Bédard fait libérer au milieu du procès Paul Landry, accusé du meurtre d'un gardien de nuit[réf. souhaitée]. Le vrai meurtrier sera condamné en 1969.[réf. souhaitée]
Marc-André Bédard épouse Nicole Girard, originaire d’Arvida. Ils ont quatre enfants : Éric (1966), Stéphane (1968), Louis (1971) et Maxime (1973).

### Carrière politique

#### Premier mandat
Membre du Comité d’unification des forces indépendantistes en 1968 et membre fondateur du Parti québécois, il siège à l’exécutif national de ce parti la même année. Il est élu député du Parti québécois dans la circonscription de Chicoutimi en 1973. Il fait partie de l’équipe de six députés qui forme alors l’opposition officielle à l’Assemblée nationale.

#### Second mandat
En 1976, à la suite de sa réélection et de l'arrivée au pouvoir du Parti québécois, il est nommé ministre de la Justice, Procureur et Solliciteur général au sein du premier cabinet du gouvernement Lévesque. Membre du Comité des priorités, il assumera également la présidence du Comité de législation du gouvernement du Québec.
À titre de ministre de la Justice du gouvernement du Québec, Bédard procède notamment à la création du conseil de la magistrature, à l’implantation d’un nouveau mode de nomination des juges, à la réforme du droit de la famille, à la loi instituant la réforme du Code civil du Québec et à la réforme de la Charte des droits et libertés de la personne du Québec.
Au Saguenay-Lac-Saint-Jean, en collaboration soutenue avec les organismes régionaux, il contribue notamment au maintien du Centre de recherche et de développement d’Arvida de l'aluminerie Alcan, à la défense des supers spécialités de l’hôpital régional de Chicoutimi, au développement des monts Valin, du Valinouët et du parc national du Saguenay. Il participe également à la construction du palais de justice de Chicoutimi et la construction de la deuxième phase de développement de l’Université du Québec à Chicoutimi (UQAC).

#### Troisième mandat
En 1984, lors de son troisième mandat, Bédard devient leader du gouvernement et vice-premier ministre du Québec, fonctions qu’il assumera jusqu’à son retrait de la vie politique à la fin de 1985. Il demeurera un proche confident, conseiller et ami de René Lévesque jusqu'à la mort de ce dernier le 1er novembre 1987.

### Après la politique
Dès son retrait de la politique, en 1985, Bédard agit en qualité de conseiller spécial au bureau d'Alphonse Riverin, recteur de l’Université du Québec à Chicoutimi. De concert avec les autorités de l’université et les professeurs chercheurs, il travaille à la création de structures telles le Centre québécois de recherche et de développement de l’aluminium (CQRDA) et un Consortium sur la forêt boréale, dont il préside le conseil d’administration.
Marc-André Bédard siège ensuite au conseil d’administration de plusieurs sociétés : Produits forestiers Alliance, La Capitale, Premier Tech, Fondation Universitas. Président fondateur de la Fondation du Cégep de Chicoutimi et vice-président de la fondation de l’UQAC. Il préside plusieurs campagne de financement pour des œuvres de bienfaisance dont la Maison Jean Lapointe, la Fondation de ma vie, la Croix-Rouge, la Société d’art lyrique du Royaume et Moisson Saguenay – Lac-Saint-Jean.
Depuis 1992, Bédard exerce sa profession à titre d’avocat conseil avec l’étude légale Gauthier Bédard & associés.

### Mort
Marc-André Bédard meurt le 25 novembre 2020 à Saguenay dans l'arrondissement de Chicoutimi, victime de la Covid-19,. Résidant au Manoir Champlain, une résidence privée pour personnes âgées (RPA) de Chicoutimi, depuis plusieurs années, il avait été transporté à l'hôpital de Chicoutimi le matin de son décès. Tout comme la région du Saguenay–Lac-Saint-Jean, cette résidence était fortement touchée par la Covid-19 (45 % des résidents atteints), au moment de sa mort,. 

## Prix et distinctions

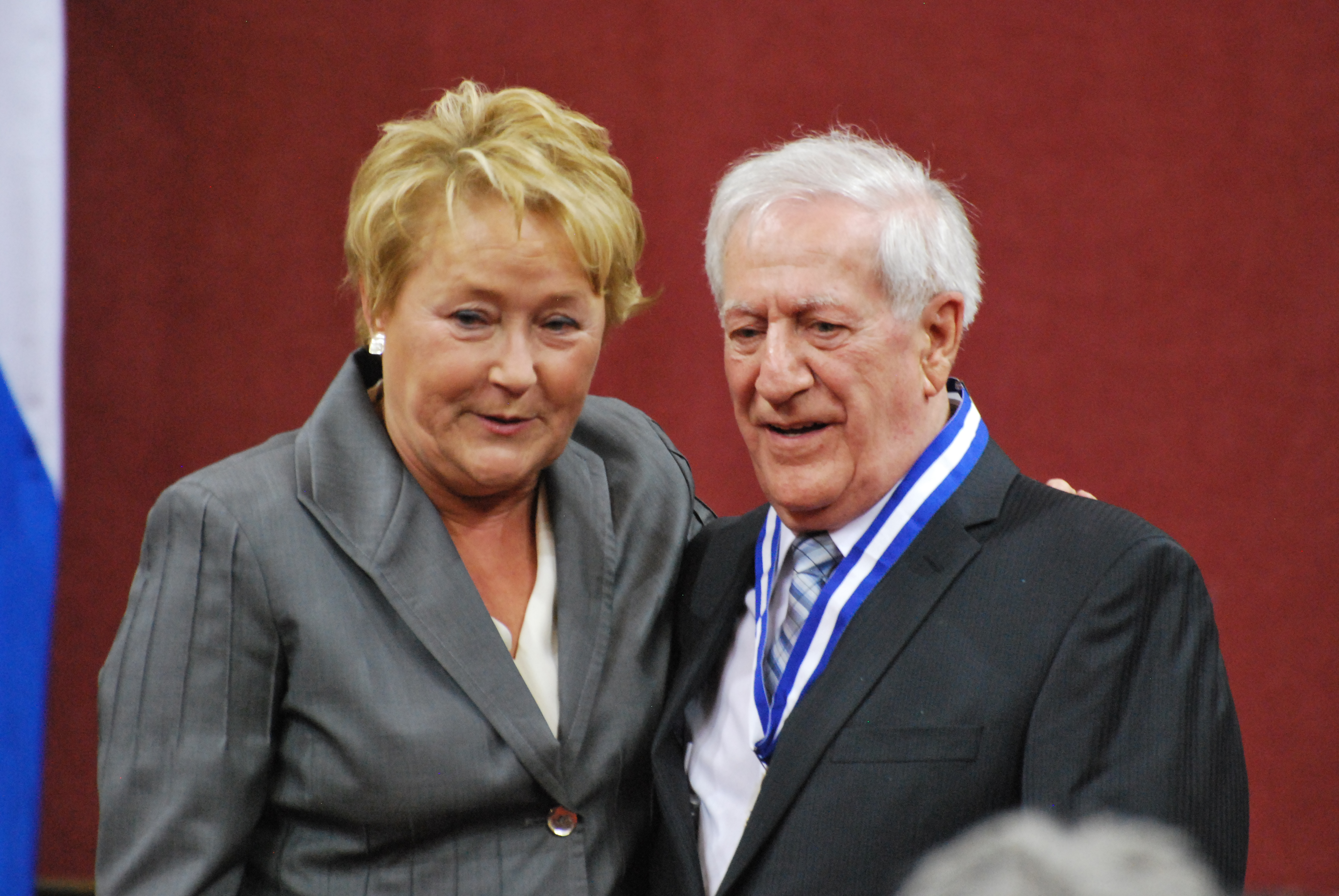
Marc-André Bédard recevant le grade d'officier de l'Ordre national du Québec des mains de la première ministre Pauline Marois, en 2013.

Marc-André Bédard a reçu la médaille du mérite du Barreau du Saguenay – Lac-Saint-Jean. En 2007, il reçoit la distinction d’« avocat émérite » du Barreau du Québec.
En décembre 1977, Marc-André Bédard présente un amendement avant-gardiste à la Charte des droits et libertés de la personne, interdisant toute forme de discrimination sur la base de l’orientation sexuelle. C'est une première en Amérique. Pour cette action, la Fondation Émergence remettra à Bédard, en 2008, le prix de Lutte contre l'homophobie dans le cadre de la Journée internationale contre l’homophobie. Le PQ avait précédemment tenté de faire ajouter le même article dans la Charte des droits du Québec que le PLQ a créée en 1975.